# Metatrichoniscoides
Metatrichoniscoides là một chi giáp xác nước ngọt trong họ Trichoniscidae

## Các loài
Chi này có 4 loài đã được miêu tả:
- Metatrichoniscoides celticus Oliver & Trew, 1981
- Metatrichoniscoides fouresi Vandel, 1950
- Metatrichoniscoides leydigi (Weber, 1880)
- Metatrichoniscoides nemausiensis Vandel, 1943